# Marjan Jenko
Marjan Jenko, slovenski pravnik in politik, * 28. maj 1913, Mirna na Dolenjskem, † 2006, Ljubljana
Sprva je deloval pri Finančni direkciji v Ljubljani, med 2. svetovno vojno je odšel v partizane, po vojni pa je bil zaposlen na Ministrstvu za finance. Leta 1955 je postal župan občine Šiška, med letoma 1960 in 1961 pa je opravljal funkcijo predsednika Mestnega sveta Ljubljane (župan mesta). Po tej kratki epizodi je postal sindikalist in poslanec, pred upokojitvijo pa je deloval kot ustavni sodnik.